# Kłonia
Kłonia – tradycyjne narzędzie rybackie służące do nabierania.

## Konstrukcja
Pleciony kosz lub siatkowaty worek, bądź siatkowata ścianka przytwierdzona do jednej lub dwóch rękojeści, ewentualnie kabłąka czy wielokątnej ramy.

## Rodzaje

### 1. Kłonie bezrękojeściowe
a. Opałka – pleciony kosz o kształcie przypominającym podłużną połówkę łupiny od jaja. Powszechnie spotykana na Wołyniu, w Chełmszczyźnie i na Mazowszu. W miarę rozwoju drewniana konstrukcja została zredukowana do szkieletu utworzonego z nielicznych żeber, na których rozpięta jest siatka.
b. Drabka – złożona z siatkowatego worka zamocowanego rąbkiem na czworokątnej ramie.
c. Kłonia wasągowata – podobna do drabki, jednak posiada dodatkowy szkielet złożony z 5 prętów, dzięki czemu worek jest całkowicie usztywniony. Występująca w Polsce, na Białorusi oraz południowo-zachodnich krańcach Małorusi.

### 2. Kłonie jednorękojeściowe
a. Czerpak rybacki (inne nazwy: kasierz, kasiorek) – narzędzie podobne do siatki na motyle. Najczęściej używany jako narzędzie pomocnicze.
b. Kłonia czerpakowata (sak, kłonia komla) – wielki kosz umocowany na niezbyt długiej rękojeści. Służąca do połowu w płytkich strumieniach. Powszechnie znana na Słowiańszczyźnie zachodniej i południowej, Białorusi i Małorusią poza Europą – w Egipcie, Niemczech, we Francji, na Węgrzech oraz w południowej Rosji.
c. Namiotka – długi drążek, do którego końca przymocowana jest drewniana poprzeczka w kształcie litery T. Od końca poprzeczki biegnie gruby sznur, tworząc trójkąt, którego jedną ścianę stanowi poprzeczka, a dwie pozostałe utworzone są ze sznura. Do tego trójkąta przymocowany jest siatkowaty worek.
d. Kłonia kapturowata – znana na Mazurach Pruskich, w niektórych krajach południowo-słowiańskich oraz w Niemczech.
e. Kłonia-chwatka – jej najprymitywniejsza forma to siatkowata płachta płasko rozpięta na gałęzi posiadającej kilka odrostków. Występująca na terenach Serbii i Chorwacji, w północnej Bułgarii, w Rosji, na Węgrzech i w Rumunii.
f. Kłonia parasolowata – siatka rozpięta na kształt parasola na dwóch krzyżujących się kabłakowatych, przechodzących w miejscu skrzyżowania na wskroś długiej rękojeści. Łowienie polega na pociąganiu zanurzonego w wodzie parasola stojąc na brzegu rzeki. Używana przez ruskich górali zamieszkałych nad górnym Sanem.

### 3. Kłonie dwurękojeściowe
a. Ściankowata – składająca się w prostokątnej, wydłużonej ścianki sieci, ujętej między dwie rękojeści.
b. Workowata – sieć nie jest w niej płaską ścianą, lecz tworzy wyraźny worek.